# 李利貞
李利貞（紀元前1069年 - 紀元前992年）は、李氏の始祖。彼の父である理征は、字を徳霊といい、殷の紂王の時代に理官を務めていた。彼は法を厳格に執行したため、暗君である紂王の意に背き、命を狙われることになった。家族が連座の危機に直面する中、彼の妻は息子の利貞を連れて逃げ出した。山道で飢えと喉の渇きに苦しむ中、道端の木になっている果物（すもも／李）を摘んで飢えをしのぎ、命をつなぐことができた。一つには、李の果物によって命が救われた恩に感謝し、二つには、姓を変えて災難を避けるため、理利貞は李利貞と改名した。その後、彼は隴西に移り住み、定住した。これ以降、李氏は万代にわたり続き、繁栄し、中国で最大の姓となった。